# Pratz (Jura)
Pour les articles homonymes, voir Pratz.
Pratz [pʁa] est une ancienne commune française située dans le département du Jura, en région Bourgogne-Franche-Comté. Le 1er janvier 2019, elle devient une commune déléguée de Lavans-lès-Saint-Claude.

## Géographie
Le Ruisseau des Gorges, le Ruisseau du Voué Jean Clerc sont les principaux cours d'eau qui traversent la commune. Sa superficie est de 9,85 km2.

## Histoire
En 1822, la commune, alors peuplée de 262 habitants, a absorbé celles voisines de Saint-Romain-de-Roche, peuplée de 102 habitants, et de Petit-Châtel (ou Le Petit-Châtel), peuplée de 94 habitants, ; la première avait porté provisoirement, au cours de la Révolution française, le nom de Baume-la-Roche et la seconde celui de Grenet.
La commune était autrefois desservie par les Chemins de fer vicinaux du Jura.
Le 1er janvier 2019, la commune rejoint la commune nouvelle de Lavans-lès-Saint-Claude créée le 1er janvier 2016. À sa création, elle regroupait les communes déléguées de Lavans-lès-Saint-Claude et Ponthoux.

## Politique et administration
| Période    | Période   | Identité             | Étiquette | Qualité       |
| ---------- | --------- | -------------------- | --------- | ------------- |
| vers 1864  |           | Mayet                |           |               |
| avant 1988 |           | Jean Cathenod        |           |               |
| mars 2001  | mars 2008 | Pascal Lopez         |           |               |
| mars 2008  | mars 2020 | Jean-Paul Bernasconi | DVG       | Fonctionnaire |

## Démographie
L'évolution du nombre d'habitants est connue à travers les recensements de la population effectués dans la commune depuis 1793. Pour les communes de moins de 10 000 habitants, une enquête de recensement portant sur toute la population est réalisée tous les cinq ans, les populations de référence des années intermédiaires étant quant à elles estimées par interpolation ou extrapolation. Pour la commune, le premier recensement exhaustif entrant dans le cadre du nouveau dispositif a été réalisé en 2004.

En 2016, la commune comptait 560 habitants, en évolution de −2,78 % par rapport à 2010 (Jura : −0,81 %, France hors Mayotte : +2,11 %).
| 1793 | 1800 | 1806 | 1821 | 1831 | 1836 | 1841 | 1846 | 1851 |
| ---- | ---- | ---- | ---- | ---- | ---- | ---- | ---- | ---- |
| 331  | 273  | 275  | 262  | 474  | 452  | 460  | 445  | 455  |

| 1856 | 1861 | 1866 | 1872 | 1876 | 1881 | 1886 | 1891 | 1896 |
| ---- | ---- | ---- | ---- | ---- | ---- | ---- | ---- | ---- |
| 399  | 380  | 368  | 327  | 308  | 302  | 299  | 325  | 290  |

| 1901 | 1906 | 1911 | 1921 | 1926 | 1931 | 1936 | 1946 | 1954 |
| ---- | ---- | ---- | ---- | ---- | ---- | ---- | ---- | ---- |
| 314  | 328  | 298  | 299  | 288  | 291  | 262  | 219  | 179  |

| 1962 | 1968 | 1975 | 1982 | 1990 | 1999 | 2004 | 2006 | 2009 |
| ---- | ---- | ---- | ---- | ---- | ---- | ---- | ---- | ---- |
| 191  | 211  | 238  | 354  | 415  | 453  | 554  | 569  | 574  |

| 2014 | 2016 | - | - | - | - | - | - | - |
| ---- | ---- | - | - | - | - | - | - | - |
| 563  | 560  | - | - | - | - | - | - | - |

## Culture locale et patrimoine

### Lieux et monuments
- L'aérodrome de Saint-Claude - Pratz (code OACI : LFKZ) se trouve sur la commune.
- Chapelle de Saint-Romain-de-Roche

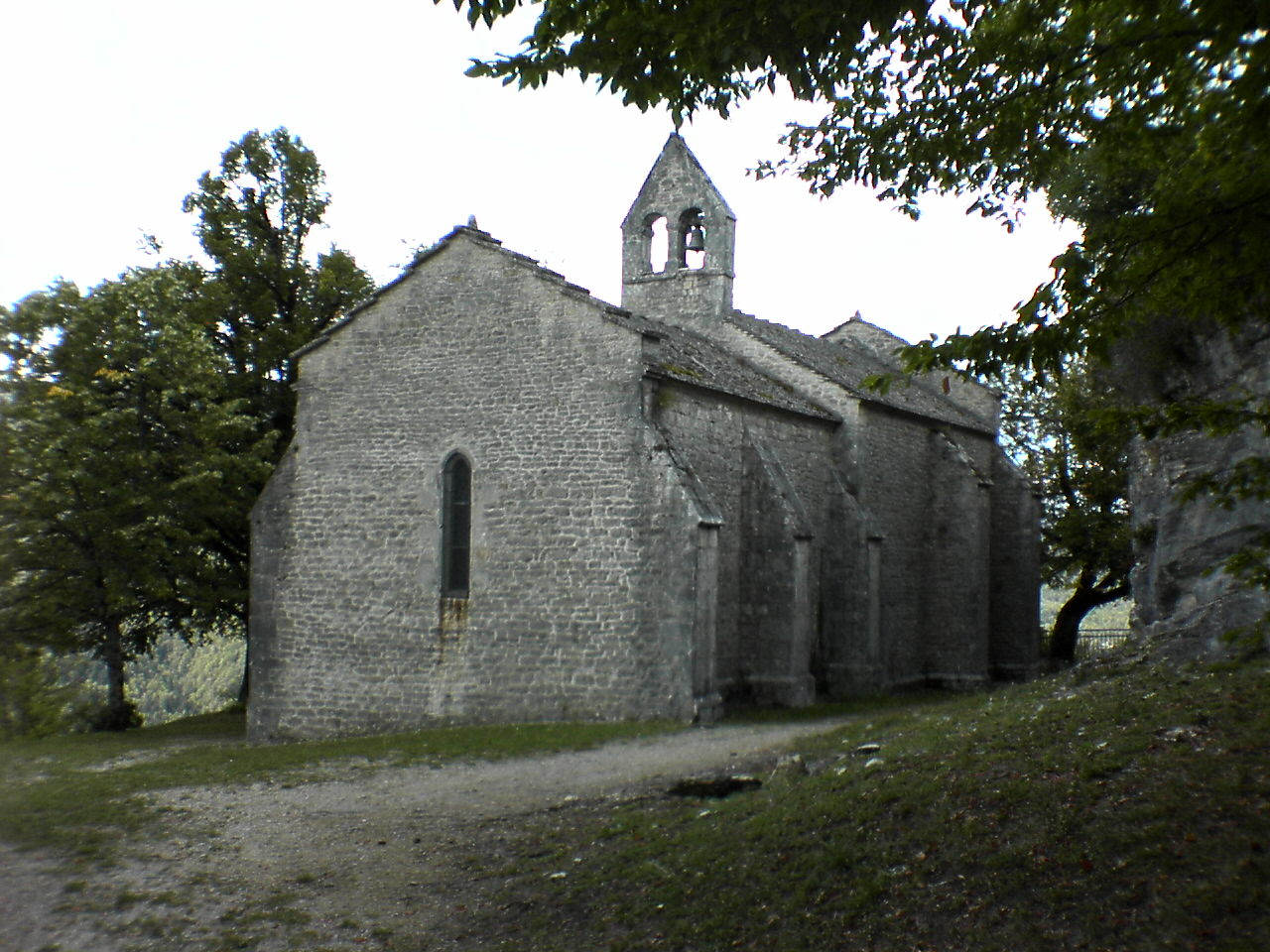
La chapelle.
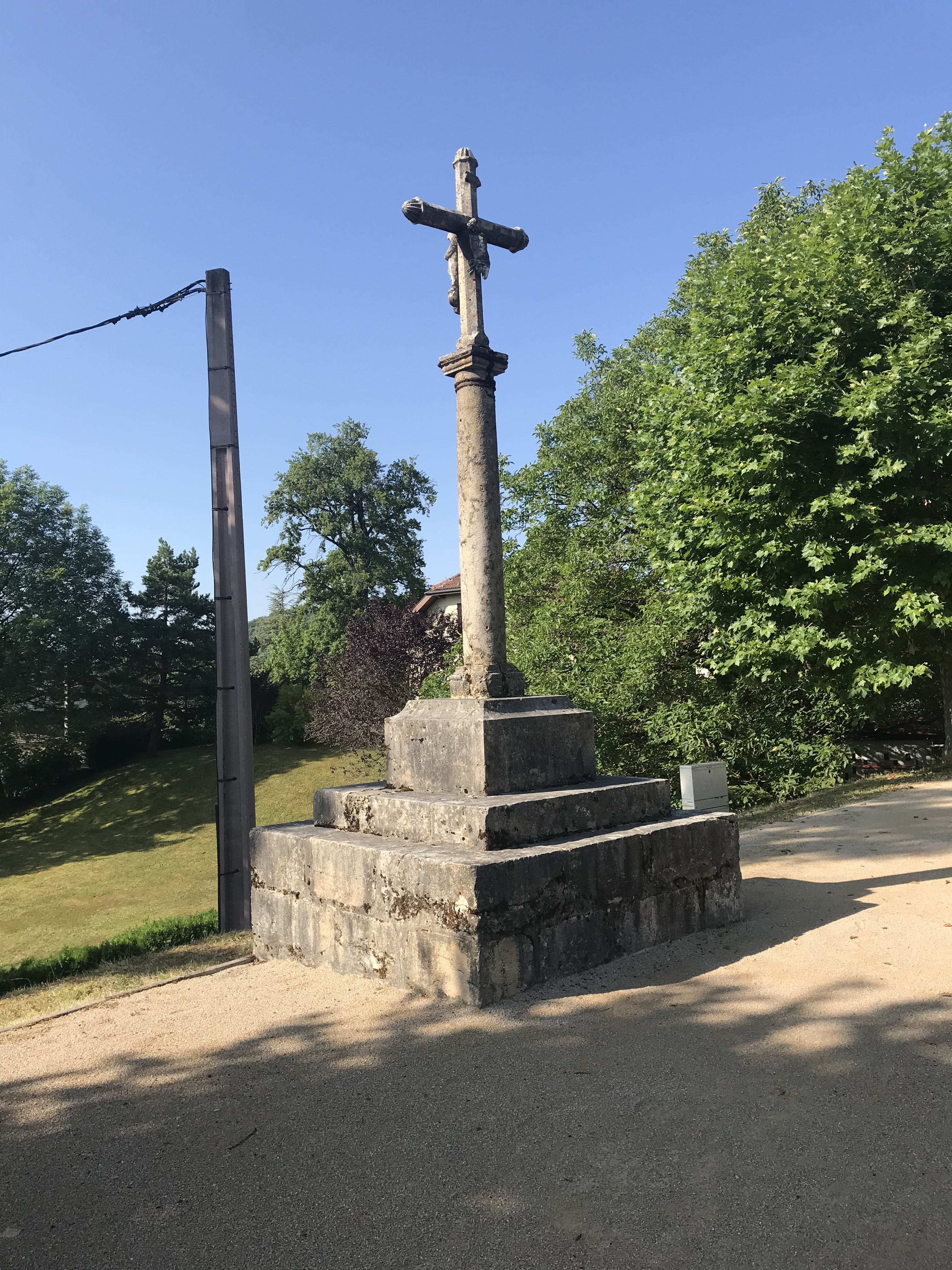
La croix.
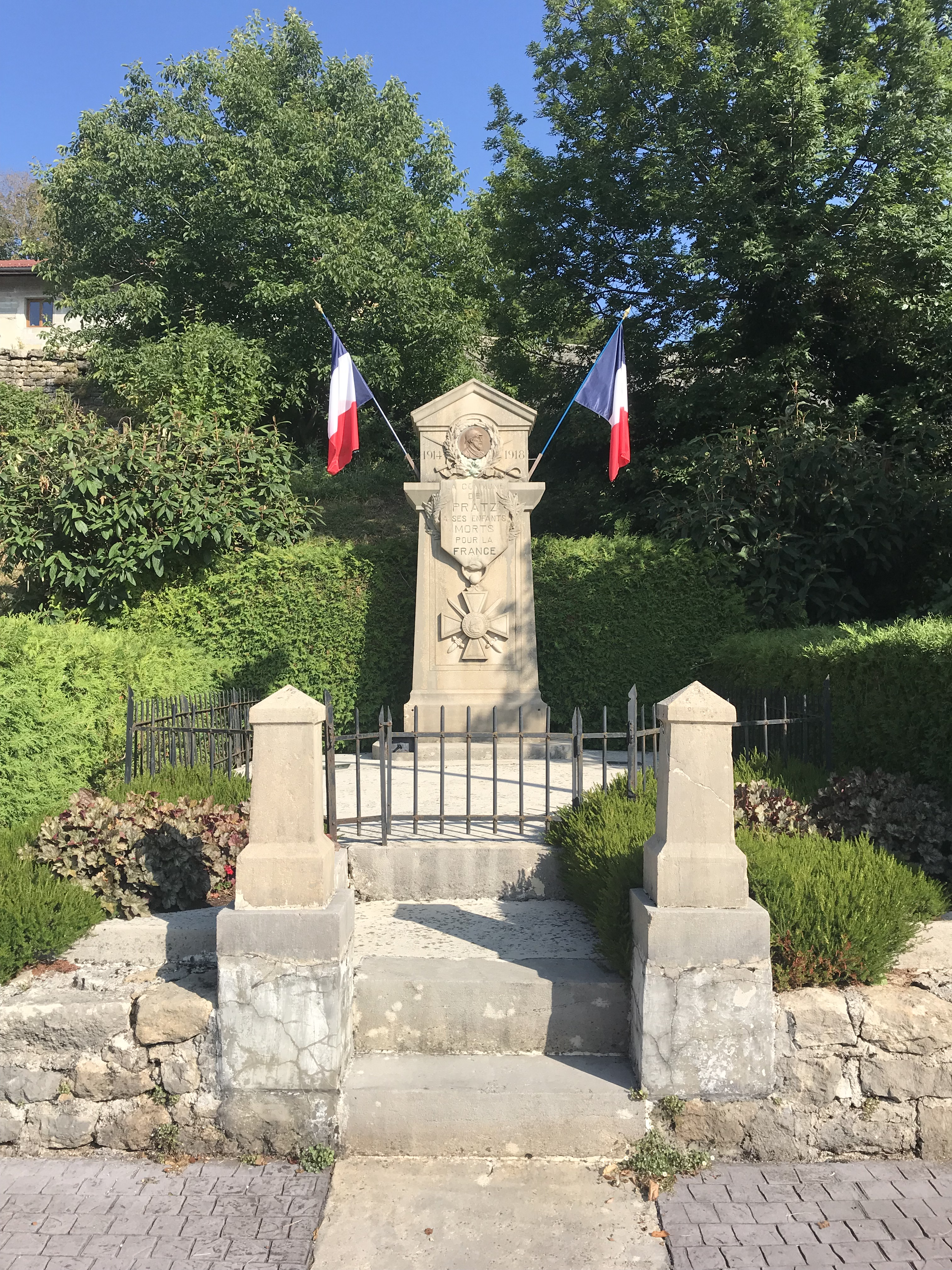
Monument aux morts.

### Personnalités liées à la commune
- Saint Romain [Romain de Condat] (Izernore, Ain v. 390 - monastère de la Balme, Saint-Romain-de-Roche auj. Pratz 460) : moine et abbé ; cofondateur, avec son frère Lupicin, des monastères de Condat (auj. Saint-Claude), Lauconne, et la Balme. Il fonda également le monastère de Romainmôtier (devenu, au XIe siècle, l'abbatiale de Romainmôtier, à Romainmôtier, dans le canton de Vaud, en Suisse).
- Saint Lupicin [Lupicin de Lauconne] (Izernore, Ain v. 415 - monastère de Lauconne auj. Saint-Lupicin, Jura 480) : moine et abbé ; cofondateur, avec son frère Romain, des monastères de Condat, Lauconne et la Balme.
- Dominique Mayet, peintre français, est né à Pratz.

## Sources